# Aloísio Ariovaldo Amaral
Aloísio Ariovaldo Amaral CSsR (* 23. Dezember 1919 in Tabatinga, Brasilien; † 2. November 1994) war Bischof von Campanha.

## Leben
Aloísio Ariovaldo Amaral trat der Ordensgemeinschaft der Redemptoristen bei und legte am 2. Februar 1938 die Profess ab. Er empfing am 1. August 1943 das Sakrament der Priesterweihe. Von 7. November 1967 bis 17. September 1973 war Amaral Generaloberer der Redemptoristen.
Am 29. April 1976 ernannte ihn Papst Paul VI. zum ersten Bischof von Limeira. Der Apostolische Nuntius in Brasilien, Erzbischof Carmine Rocco, spendete ihm am 25. Juni desselben Jahres die Bischofsweihe; Mitkonsekratoren waren der Erzbischof von Campinas, Antônio Maria Alves de Siqueira, und der Prälat von Rubiataba, Juvenal Roriz CSsR.
Papst Johannes Paul II. bestellte ihn am 14. April 1984 zum Bischof von Campanha. Am 15. Mai 1991 nahm Johannes Paul II. das von Aloísio Ariovaldo Amaral vorgebrachte Rücktrittsgesuch an.